# Ábrai Károly
Ábrai Károly (Figura Károly) (Szatmárnémeti, 1830. december 8. – Budapest, 1912. augusztus 18.) pedagógus, szerkesztő, író. Felesége Kovács Ilona, leánya Aranka színész, fia Zoltán jogász, helyettes államtitkár, veje Soós István, Hódmezővásárhely polgármestere.

## Élete
Családnevét 1871-ben változtatta Ábraira. 1846-tól jelentek meg írásai az Életképek című lapban, amiket Julius álnéven írt. A debreceni főiskolán teológiát és jogot tanult. Önkéntesként részt vett az 1848–49-es szabadságharcban.
1850-től jogot és teológiát tanult a debreceni református kollégiumban. 1853-ban avatták lelkésszé, és a szatmárnémeti református gimnázium tanára lett. 1862-ben Hódmezővásárhelyre hívták, ahol a református gimnáziumban nyolc évig tanított. 1869-től 1877-ig az első helyi hírlap, a Vásárhelyi Közlöny szerkesztője. 1870-ben Vásárhely, majd Csongrád megye főjegyzője.e Honvédként vett részt
1876 és 1884 között Vásárhely polgármestere volt. Ő fúratja a város első két artézi kútját, a Bakay- (1880) és a Nagy András János-kutat (1884). Kezdeményezi a városi közkönyvtár alapítását. 1880-ban a városi küldöttség élén Turinban járt, ahol átadja Kossuth Lajosnak a díszpolgári oklevelet.. 1886-ban politikai ellenfelei megbuktatták, Ekkor Pestre költözött, írásaiból élt.
Számos lap munkatársa volt, szerkesztette az általa alapított Vásárhelyi Közleményeket (1869–1878). Irodalmi munkásságában főleg a történelmi tárgyú regények és elbeszélések a meghatározóak

## Főbb művei
- Számos lap munkatársa volt, szerkesztette az általa alapított Vásárhelyi Közleményeknek (1869–1878)
- Irodalmi munkásságában főleg a történelmi tárgyú regények és elbeszélések a meghatározóak. Mintegy húsz kötetnyi történelmi regénye és elbeszélés-gyűjteménye jelent meg.
- Az utolsó Szapolyai, regény, 1860[2]
- Emléklapok a hatai történelemből, elbeszélések, 1861
- A nagy hazafiak, regényes korrajz, 1866
- Magyarország 1848–49-ben, regényes korrajz, 1869
- Rajzok nemzetünk múltjából, 1862
- Brankovics Ilona, regény, 1890
- Hazáért és szabadságárt, regény, 1902